# Citroën Xsara WRC
La Citroën Xsara WRC è una versione sportiva della Citroën Xsara, specificatamente progettata per partecipare al Campionato del mondo rally, campionato in cui ha gareggiato dal 2001 al 2006 vincendo tre volte il titolo piloti con Sébastien Loeb (2004/2006) ed altrettante quello costruttori (2003/2005).

## Storia
Ha partecipato a sei edizioni del mondiale WRC ottenendo sei titoli mondiali e vinto 32 prove del mondiale rally stesso, di cui 28 con Sébastien Loeb.

## Palmarès
- 3 Campionato del mondo marche, (2003, 2004 e 2005)
- 3 Campionati del mondo piloti, Sébastien Loeb (2004, 2005, 2006)

### Vittorie

#### WRC
| N° | Anno | Evento                                  | Pilota         | Navigatore   |
| -- | ---- | --------------------------------------- | -------------- | ------------ |
| 1  | 2001 | 45° Tour de Corse - Rallye de France    | Jesús Puras    | Marc Martí   |
| 2  | 2002 | 21° ADAC Rallye Deutschland             | Sébastien Loeb | Daniel Elena |
| 3  | 2003 | 71° Rallye Automobile Monte-Carlo       | Sébastien Loeb | Daniel Elena |
| 4  | 2003 | 4° Rally of Turkey                      | Carlos Sainz   | Marc Martí   |
| 5  | 2003 | 22° ADAC Rallye Deutschland             | Sébastien Loeb | Daniel Elena |
| 6  | 2003 | 45° Rallye Sanremo - Rallye d'Italia    | Sébastien Loeb | Daniel Elena |
| 7  | 2004 | 72° Rallye Automobile Monte-Carlo       | Sébastien Loeb | Daniel Elena |
| 8  | 2004 | 53° Uddeholm Swedish Rally              | Sébastien Loeb | Daniel Elena |
| 9  | 2004 | 32° Cyprus Rally                        | Sébastien Loeb | Daniel Elena |
| 10 | 2004 | 5° Rally of Turkey                      | Sébastien Loeb | Daniel Elena |
| 11 | 2004 | 24° CTI Movil Rally Argentina           | Carlos Sainz   | Marc Martí   |
| 12 | 2004 | 23° OMV ADAC Rallye Deutschland         | Sébastien Loeb | Daniel Elena |
| 13 | 2004 | 17° Telstra Rally Australia             | Sébastien Loeb | Daniel Elena |
| 14 | 2005 | 73° Rallye Automobile Monte-Carlo       | Sébastien Loeb | Daniel Elena |
| 15 | 2005 | 36° Propecia Rally New Zealand          | Sébastien Loeb | Daniel Elena |
| 16 | 2005 | 2° Supermag Rally Italia Sardinia       | Sébastien Loeb | Daniel Elena |
| 17 | 2005 | 33° Cyprus Rally                        | Sébastien Loeb | Daniel Elena |
| 18 | 2005 | 6° Rally of Turkey                      | Sébastien Loeb | Daniel Elena |
| 19 | 2005 | 52° Acropolis Rally of Greece           | Sébastien Loeb | Daniel Elena |
| 20 | 2005 | 25° Rally Argentina                     | Sébastien Loeb | Daniel Elena |
| 21 | 2005 | 24° OMV ADAC Rallye Deutschland         | Sébastien Loeb | Daniel Elena |
| 22 | 2005 | 49° Tour de Corse - Rallye de France    | Sébastien Loeb | Daniel Elena |
| 23 | 2005 | 41° RallyRACC Catalunya - Costa Daurada | Sébastien Loeb | Daniel Elena |
| 24 | 2005 | 18° Telstra Rally Australia             | François Duval | Sven Smeets  |
| 25 | 2006 | 3° Corona Rally Mexico                  | Sébastien Loeb | Daniel Elena |
| 26 | 2006 | 42° RallyRACC Catalunya - Costa Daurada | Sébastien Loeb | Daniel Elena |
| 27 | 2006 | 50° Tour de Corse - Rallye de France    | Sébastien Loeb | Daniel Elena |
| 28 | 2006 | 26° Rally Argentina                     | Sébastien Loeb | Daniel Elena |
| 29 | 2006 | 3° Rally d'Italia Sardegna              | Sébastien Loeb | Daniel Elena |
| 30 | 2006 | 25° OMV ADAC Rallye Deutschland         | Sébastien Loeb | Daniel Elena |
| 31 | 2006 | Rally Japan 2006                        | Sébastien Loeb | Daniel Elena |
| 32 | 2006 | 34° Cyprus Rally                        | Sébastien Loeb | Daniel Elena |

#### ERC
| N° | Anno | Evento                                  | Pilota            | Navigatore         |
| -- | ---- | --------------------------------------- | ----------------- | ------------------ |
| 1  | 2001 | 20° ADAC Rallye Deutschland             | Philippe Bugalski | Jean-Paul Chiaroni |
| 2  | 2002 | 26° Rally de Canarias - El Corte Inglés | Jesús Puras       | Carlos del Barrio  |

## La Citroen Xsara WRC nei media
- In ambito videoludico, la Xsara WRC compare nel simulatore di guida WRC 4.[2]